# Takeshi Kawaharazuka
Takeshi Kawaharazuka (河原塚 毅 Kawaharazuka Takeshi?), född 1 februari 1975, är en japansk tidigare fotbollsspelare.
Han deltog bland annat i Världsmästerskapet i strandfotboll 2005, 2006, 2008, 2009, 2011 och 2013.